# Канон Яунде
«Канон Яунде» (фр. Canon Sportif de Yaoundé) или просто «Канон» — камерунский футбольный клуб из столичного Яунде. Выступает в Чемпионате Камеруна. Основан в 1930 году. Домашние матчи проводит на стадионе «Ахмаду Ахиджо», вмещающем 40 тысяч зрителей.

## История
«Канон» является сильнейшим и наиболее успешным на международной арене клубом Камеруна за всю историю. Золотая пора «канониров» пришлась на 70-е годы, когда были выиграны пять местных чемпионатов и четыре континентальных трофея — три Кубка чемпионов и один Кубок обладателей Кубков. Последний на данный момент более или менее значимый успех клуба датируется 2002 годом, когда было выиграно десятое чемпионство, что является местным рекордом. За последние годы «Канон» трижды завоёвывал серебро Чемпионата Камеруна — в сезонах 2003, 2006, и 2007/08.

## Достижения

### Местные
- Чемпион Камеруна — 10 (1970, 1974, 1977, 1979, 1980, 1982, 1985, 1986, 1991, 2002)
- Обладатель Кубка Камеруна — 12 (1957, 1967, 1973, 1975, 1976, 1977, 1978, 1983, 1986, 1993, 1995, 1999)

### Международные
- Лига чемпионов КАФ (3)
  - Победитель: 1971, 1978, 1980
- Кубок обладателей Кубков КАФ (1)
  - Победитель: 1979